# Idir Ouali
Idir Ouali (Roubaix, 21 maggio 1988) è un calciatore francese naturalizzato algerino, centrocampista dello Stade Mouscronnois.

## Carriera

### Club
Ouali inizia la sua carriera nei ranghi del club amatoriale SCO Roubaix 59 nella sua città nativa Roubaix. A 15 anni, il suo insegnante di matematica lo raccomandò per un provino all'accademia Mouscron, Futurosport, che era a breve distanza dal confine con il Belgio. Ouali prese il suo consiglio e fu ammesso nel club poco dopo.

#### Mouscron
Ouali cresce nelle giovanili del Mouscron e il 27 gennaio 2007 fa il debutto in prima squadra in una partita di campionato contro il Gent.
L'8 marzo 2008 Ouali debutta alla prima giornata di campionato contro il Club Bruges, segnando un gol nella vittoria per 2-0. La settimana seguente gioca dall'inizio e segna, questa volta contro lo Charleroi. Dopo aver segnato due gol nelle prime due partite con il Mouscron, il 16 marzo 2008 firma per due anni di prolungamento del contratto fino al 2010. Il 14 settembre 2008, Ouali ha segnato una tripletta in una partita di campionato contro il KV Kortrijk.
Il 22 dicembre 2008 è annunciato il suo trasferimento allo Standard Liegi in cambio di 400.000 euro, ma il Mouscron si rifiuta di venderlo dopo che la notizia del trasferimento trapela sulla stampa prima del suo completamento.
Il 28 dicembre 2009 il Mouscron è escluso dalla massima serie belga e declassato in terza divisione dopo aver avuto difficoltà finanziarie, essendo passato in amministrazione controllata. Tutti i giocatori della prima squadra del club si liberano: possono firmare con altri club. Il 1º gennaio 2010 Ouali negozia con il Sochaux, ma il 7 gennaio 2010 è annunciato che Ouali è vicino alla firma con un altro club di Ligue 1, il Le Mans.

#### Le Mans
L'8 gennaio 2010 Ouali firma un contratto di due anni e mezzo con il Le Mans.

#### Dinamo Dresda
Il 24 luglio 2012 Ouali firma un contratto biennale con la Dinamo Dresda, in Zweite Bundesliga. Durante la sua militanza il club si piazza 16º e 17º. Ouali si afferma come un elemento importante della squadra.

#### Paderborn
Dopo la retrocessione della Dinamo Dresda in 3. Liga nella stagione 2013-2014, Ouali firma un contratto triennale con il Paderborn. Colleziona 6 presenze in Bundesliga nella stagione 2014-2015 e 13 presenze in Zweite Bundesliga nella stagione 2015-2016.

#### Kortrijk
Nel 2016 torna in Belgio per giocare nel Kortrijk, dove rimane due anni e mezzo, segnando 10 gol in 71 presenze in massima serie.

#### Denizlispor
Il 30 gennaio 2019 passa a titolo definitivo ai turchi del Denizlispor, formazione della TFF 1. Lig.

### Nazionale
Nel maggio 2013 Ouali è selezionato dall'allenatore della nazionale algerina Vahid Halilhodžić come riserva per un paio di partite per la qualificazione al campionato del mondo 2014 contro il Benin e il Ruanda.

## Palmarès

### Club

#### Competizioni nazionali
- TFF 1. Lig: 2

Denizlispor: 2018-2019
Hatayaspor: 2019-2020